# Emily Haines
Emily Haines (ur. 25 stycznia 1974 w Nowe Delhi, Indie) – kanadyjska wokalistka i autorka tekstów indie rock. Jest czołową wokalistką i klawiszowcem kanadyjskiego zespołu Metric. Należy także do Broken Social Scene. 
Jako solowa artystka występowała pod swoim nazwiskiem, a także pod pseudonimem Emily Haines & The Soft Skeleton.

## Dyskografia

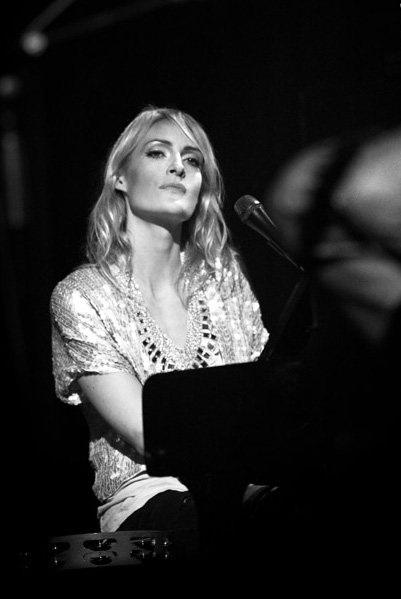
Emily Haines na Polaris Music Prize gala (2009)

### Emily Haines

#### Albumy
- Cut in Half and Also Double (1996)

#### Albums
- Knives Don't Have Your Back (2006, #28 in Canada)

#### EP
- What Is Free to a Good Home? (2007)

#### Single
- "Dr. Blind"
- "Our Hell"

### Metric

#### Albums
- Old World Underground, Where Are You Now? (2003)
- Live It Out (2005)
- Grow Up and Blow Away (2007)
- Fantasies (2009)
- Synthetica (2012)